# Страничнопетнист гущер
Страничнопетнистите гущери (Uta stansburiana) са вид дребни влечуги от семейство Phrynosomatidae.
Разпространени са в сухите райони на северно Мексико и западните Съединени американски щати. Достигат дължина на тялото без опашката около 60 милиметра, като женските са малко по-дребни. Видът е известен с характерния полиморфизъм, при който има три обособени форми на мъжките, имащи различна окраска и следващи различни размножителни стратегии.